# 喬皮蒂亞納山
14°22′45″S 71°03′01″W / 14.37917°S 71.05028°W
喬皮蒂亞納山（Chawpi Tiyana），是秘魯的山峰，位於該國南部庫斯科大區，由坎奇斯省的馬蘭加尼區負責管轄，屬於拉亞山脈的一部分，海拔高度約5,000米。